# Battlefield 1943
Battlefield 1943 was een online multiplayer First-person shooter videogame die plaatsvindt tijdens de Tweede Wereldoorlog. Het spel is ontwikkeld door EA Digital Illusions CE en uitgegeven door Electronic Arts voor Xbox Live Arcade en PlayStation Network. Als speler kan men kiezen uit 2 kampen: United States Marine Corps en het Japanse Keizerlijke leger. In Battlefield 1943 kan men kiezen uit 4 kaarten (Wake Island, Iwo Jima, Guadalcanal, Coral sea). Op elke kaart konden maximaal 24 personen spelen.
In april 2023 werd bekendgemaakt dat vanaf 8 december datzelfde jaar het spel offline ging, waardoor het niet meer speelbaar werd. Op 9 december 2023, rond half 2 's nachts Nederlandse tijd, lagen de servers plat. Hedendaags is enkel de tutorial is nog te spelen, die plaatsvindt op Wake Island. 

## Klassen en uitrusting

### United States Marine Corps

#### Infanterie
- uitrusting
  - M1A1
  - M18 Recoilless Anti-Tank
  - M12 Wrench
  - Mk 2-granaat

#### Rifleman
- uitrusting
  - M1 Semi-automatic rifle
  - M17 Rifle grenade
  - M1 Bayonet
  - Mk 2-granaat

#### Scout
- uitrusting 
  - M1903 Sniper rifle
  - M1911 Pistol
  - Explosives

### Japanese Imperial Army

#### Infanterie
- uitrusting
  - 100 sub-machine gun
  - 8 recoilless AT
  - 12 wrench
  - 97 hand grenades

#### Rifleman
- uitrusting
  - Type 5 semi-automatic rifle
  - Type 91 rifle grenade
  - Type 5 Bayonet
  - Type 97 hand grenade

#### Scout
- uitrusting
  - Type 98 sniper rifle
  - Type 14 pistol
  - Type 94 Shin Gunto
  - explosieven

## Voertuigen
Er zijn vier verschillende soorten voertuigen: Landingsvaartuigen, Jeeps, Tanks en  gevechtsvliegtuigen (A6M ZERO voor de Japanners en F4U Corsair voor de Amerikanen). Elk vliegtuig heeft vier machinegeweren en kan ook bommen droppen. In Wake Island, Iwo Jima en Coral Sea vertrek je met je vliegtuig op een vliegdekschip. Op Guadalcanal vertrek je vanuit een luchthaven. In een tank kunnen twee spelers zitten, de bestuurder kan het kanon en het coaxiale machinegeweer besturen. De passagier kan het tweede machinegeweer besturen, dat zich helemaal bovenaan de tank bevindt. Ook de jeeps hebben een machinegeweer. Bommenwerpers kunnen geroepen worden via een bunker die zich bij de luchthaven bevindt (op Guadalcanal bevindt deze zich bij de Outpost, die te vinden is achter Ridge).